# Lazzaro felice
Lazzaro felice és una pel·lícula italiana de l'any 2018 dirigida per Alice Rohrwacher.
La pel·lícula fou presentada al 71è Festival de Internacional de Cinema de Canes 2018, on aconseguí el Premi al millor guió.
L'homònim protagonista és interpretat per l'actor debutant Adriano Tardiolo. La pel·lícula també va suposar el debut cinematogràfic del cantant Luca Chikovani. El repartiment inclou Alba Rohrwacher, Nicoletta Braschi, Tommaso Ragno i Sergi López.

## Argument
Lazzaro és un jove pagès del Laci, bonifaci i senzill. Viu la seva vida en pau amb el món i posant-se a disposició de tothom. La seva noblesa moral és explotada tant pels altres camperols de la finca com per Tancredi, fill de la marquesa Alfonsina De Luna, una dona amb un caràcter fort i sever, també coneguda com «la regina delle sigarette». De fet, Tancredi obliga Lazzaro a ajudar-lo a organitzar el seu propi segrest. Els fets provoquen el desballestament de la finca i la detenció del marquès De Luna, culpable de mantenir els treballadors en règim d'explotació. La història continua als afores d'una gran ciutat on Lazzaro acaba per viure en un barracó amb alguns dels seus antics companys de finca. La història acaba en tragèdia quan Lazzaro, a causa d'un malentès, és acusat d'intentar atracar un banc i és linxat per la clientela enutjada.

## Distribució
La pel·lícula fou presentada al Festival de Canes el 13 maig 2018 i al Festival de Sitges el 9 d'octubre, i fou estrenada als cinemes catalans el 9 de novembre de 2018.

## Premis
- 2018 - Festival Internacional de Cinema de Canes
  - Premi al millor guió
- 2018 - Jerusalem International Film Festival
  - Premi Cummings a la millor pel·lícula
- 2018 - Sitges - Festival Internacional de Cinema Fantàstic de Catalunya
  - Premi especial de la jurat
  - Premi jurat Carnet Jove
- 2018 - National Board of Review[7]
  - Millor pel·lícula estrangera